# Redentore (Giotto)
Il Redentore  è un dipinto tempera e oro su tavola (81x86 cm) attribuita a Giotto, databile al 1301 circa e conservato in collezione privata a Londra.  

## Storia
Fu Federico Zeri a riconoscere nel 1957 il Redentore come cimasa perduta della Croce di Rimini, nell'allora collezione Jekyll. L'opera era stata pubblicata nel 1911 come opera di Giotto da Brockwell e Fry (1911), con datazione al periodo padovano. Suida parlò invece del "Maestro del Trittico Stefaneschi", seguito da Toesca.
Oggi l'ipotesi dello Zeri è definitivamente accettata, anche per regioni legate alla tecnica. La datazione, stando alle ipotesi più recenti, segue quindi quella della Croce di Rimini, che si ipotizza eseguita prima di arrivare a Padova dove l'artista avrebbe affrescato la Cappella degli Scrovegni.

## Descrizione
Il Cristo, inserito in un quadrilobo, ha la stessa forma di quello nella cimasa della Croce di Padova, da cui non vennero mai staccate le parti accessorie, a differenza di quella riminese. Il Cristo, con la tipica aureola con i raggi rossi che creano una croce, è in posizione benedicente, con la destra alzata e un libro nella sinistra. 
Figura di notevole qualità, spicca per i valori plastici del modellato, ottenuti grazie al chiaroscuro.